# Resolutie 1028 Veiligheidsraad Verenigde Naties
Resolutie 1028 van de Veiligheidsraad van de Verenigde Naties werd unaniem aangenomen  op 8 december 1995. De resolutie verlengde de UNAMIR-vredesmacht in Rwanda met vier dagen.

## Achtergrond
Rwanda zag de VN-vredesmacht het liefst vertrekken. De nieuwe FPR-regering was ontevreden over het toestaan van een Franse interventie, de beschuldigingen van mensenrechtenschendingen en de gelden die naar Hutu-vluchtelingen gingen in plaats van naar de ontwikkeling van Rwanda.
Men werd omgepraat door de Amerikaanse oud-president Jimmy Carter, die van mening was dat UNAMIR kon helpen met de terugkeer van vluchtelingen. Rwanda wilde de missie met slechts drie maanden verlengd zien en het aantal manschappen beperken tot 800. Terwijl die discussie nog aan de gang was, werd het mandaat met vier dagen verlengd. Op 12 december werd met resolutie 1029 het mandaat verlengd met drie maanden en het aantal manschappen ingekrompen tot 1200.

### Voorgeschiedenis
Vanaf de kolonisatie van Rwanda eind 19e eeuw gingen de Tutsi de veel talrijker Hutu overheersen. Nog voor de onafhankelijkheid brak etnisch geweld uit, waarbij de Hutu aan de macht kwamen en veel Tutsi het land ontvluchtten en niet meer mochten terugkeren. Daar richtten ze eind jaren tachtig het FPR op, dat in 1990 Rwanda binnen viel. Met westerse steun werden zij echter verdreven. Toch werden hieropvolgend vredesgesprekken aangeknoopt. Die leidden in 1993 tot het Vredesakkoord van Arusha.
Op 6 april 1994 kwamen de Rwandese en de Burundese president om toen hun vliegtuig werd neergeschoten. Dat was het startsein voor Hutu-milities om op grote schaal Tutsi en gematigde Hutu te vermoorden. De UNAMIR-vredesmacht van de Verenigde Naties stond machteloos. De FPR ging opnieuw in de aanval en nam in juli de hoofdstad Kigali in. Hierop vluchtten veel Hutu naar Oost-Congo, wat die regio jarenlang destabiliseerde.

## Inhoud
De Veiligheidsraad had het rapport van secretaris-generaal Boutros Boutros-Ghali over de vredesmacht in Rwanda overwogen en besloot het mandaat ervan te verlengen tot 12 december.

## Verwante resoluties
- Resolutie 1011 Veiligheidsraad Verenigde Naties
- Resolutie 1013 Veiligheidsraad Verenigde Naties
- Resolutie 1029 Veiligheidsraad Verenigde Naties
- Resolutie 1047 Veiligheidsraad Verenigde Naties (1996)

Lijst ·  970 ·  971 ·  972 ·  973 ·  974 ·  975 ·  976 ·  977 ·  978 ·  979 ·  980 ·  981 ·  982 ·  983 ·  984 ·  985 ·  986 ·  987 ·  988 ·  989 ·  990 ·  991 ·  992 ·  993 ·  994 ·  995 ·  996 ·  997 ·  998 ·  999 ·  1000 ·  1001 ·  1002 ·  1003 ·  1004 ·  1005 ·  1006 ·  1007 ·  1008 ·  1009 ·  1010 ·  1011 ·  1012 ·  1013 ·  1014 ·  1015 ·  1016 ·  1017 ·  1018 ·  1019 ·  1020 ·  1021 ·  1022 ·  1023 ·  1024 ·  1025 ·  1026 ·  1027 ·  1028 ·  1029 ·  1030 ·  1031 ·  1032 ·  1033 ·  1034 ·  1035